# BvS10 Beowulf
Beowulf (BvS10 Beowulf) är ett amfibiskt terrängfordon tillverkat av BAE Systems Hägglunds.

## Historia
Beowulf är en variant av BvS10. 
22 augusti 2022 vann BAE Systems ett kontrakt för att tillverka Beowulf för amerikanska försvaret, värt ca 2,9 miljarder kronor. Tänkt att användas i deras CATV-program, Cold Weather Vehicle programme, och ersätta deras bandvagn 206.